# ディーン・バターワース
ディーン・バターワース（Dean Butterworth）はアメリカ合衆国のミュージシャン。グッド・シャーロットのメンバー。